# Heimo Saarikko
Heimo Saarikko, född 24 februari 1947 i Reso, är en finländsk fysiker.
Saarikko blev filosofie doktor 1978 och doctor rerum naturalium vid Bonns universitet 1981. Han var verksam som lärare och forskare från 1969, bland annat vid CERN i Genève 1975–1979, Serpuchovs acceleratorcentrum i Serpuchov i Sovjetunionen 1978 och vid Bonns universitet 1979–1982. Han blev professor i fysik (lärarnas fysik) vid Helsingfors universitet 1999. Han har skrivit omkring 300 verk inom partikelfysik och ett 30-tal läroböcker och undervisningskompendier.